# Орден Звезды Карагеоргия
Орден Звезды Карагеоргия (серб. Орден Карађорђеве звезде) — государственная награда Королевства Сербия и его правопреемника — Королевства Сербов, Хорватов и Словенцев, с 1929 года — Королевства Югославия, с 2010 года — Республики Сербия.

## История
11 июня 1903 года последний представитель королевского дома Обреновичей король Александр был убит группой оппозиционно настроенных офицеров из организации «Чёрная рука». К власти пришла династия Карагеоргиевичей, которая и учредила орден в память своего основателя. 1 января 1904 года король Сербии Пётр I Карагеоргиевич, по случаю своего вступления на престол и столетия первого сербского восстания против турецкого владычества, предводителем которого являлся его дед и основатель рода Карагеоргиевичей, учредил орден Звезды Карагеоргия.
Орден Звезды Карагеоргия имел четыре степени и мог вручаться с мечами за военные заслуги. Это была высокая государственная награда, и число награждённых было строго ограничено. В военное время появилась необходимость учреждения награды за храбрость для нижних чинов. Воинский крест ордена Звезды Карагеоргия был учреждён, и имел две степени — золотой и серебряный кресты.
Первыми кавалерами первой степени ордена стали сыновья короля Георгий и Александр, брат короля Арсен Карагеоргиевич и его сын Павел, князь Черногории Никола I, в кавалерами ордена второй степени — основные участники Майского переворота 1903 года Й. Атанацкович, Д. Попович и А. Машин, а также политики Й. Авакумович и Г. Генчич.
29 ноября 1945 года Югославия была провозглашена Федеративной Народной Республикой. Скупщина Югославии лишила династию Карагеоргиевичей прав власти. Вручение королевских наград были прекращены.
В 2010 году Народная скупщина Сербии своим решением внесла в Закон «О наградах Республики Сербия» от 26 октября 2009 года изменения, восстановив орден Звезды Карагеоргия в трёх степенях. Орден Звезды Карагеоргия вручается гражданам за выдающиеся достижения и успехи в представлении страны и её граждан за рубежом.

## Степени

### С 1904 по 1945
- Кавалер Большого креста (1-я степень) — знак ордена на чрезплечной ленте, звезда ордена на левой стороне груди.
- Гранд-офицер (2-я степень) — знак ордена на шейной ленте, звезда ордена на левой стороне груди.
- Командор (3-я степень) — знак ордена на шейной ленте.
- Офицер (4-я степень) — знак ордена на нагрудной ленте.

### с 2010
- Кавалер ордена 1-й степени — знак ордена на чрезплечной ленте, звезда ордена на левой стороне груди.
- Кавалер ордена 2-й степени — знак ордена на шейной ленте.
- Кавалер ордена 3-й степени — знак ордена на нагрудной ленте сложенной треугольником.

## Описание

### С 1904 по 1945
Знак ордена — золотой лапчатый крест белой эмали с закругленными концами коронованный золотой королевской короной. Между перекладин креста сияющие штралы. В центре круглый медальон синей эмали с каймой белой эмали. В медальоне государственный гербовой щит. На кайме надпись: «За вѣру и слободу», внизу — «1804».
На оборотной стороне знак ордена имеет изображение серебряного двуглавого орла с гербом Сербии на груди, наложенного на медальон красного цвета. Медальон окружён кольцом синего цвета с надписями внизу — «Петар I» и внизу — «1904».
Звезда ордена восьмиконечная с лучами бриллиантовых граней. В центре звезды знак ордена без короны.
Лента ордена ярко-красного цвета, с белыми полосками по краям, для гражданских наград, и одноцветного красного цвета — для военных наград.
| Орден Звезды Карагеоргия          | Орден Звезды Карагеоргия | Орден Звезды Карагеоргия | Орден Звезды Карагеоргия | Орден Звезды Карагеоргия | Орден Звезды Карагеоргия |
| 1-я степень                       | 2-я степень              | 3-я степень              | 4-я степень              |                          |                          |
| --------------------------------- | ------------------------ | ------------------------ | ------------------------ | ------------------------ | ------------------------ |
|                                   |                          |                          |                          |                          |                          |
|                                   |                          |                          |                          |                          |                          |
| Орден Звезды Карагеоргия с мечами |                          |                          |                          |                          |                          |
| 1-я степень                       | 2-я степень              | 3-я степень              | 4-я степень              |                          |                          |
|                                   |                          |                          |                          |                          |                          |
|                                   |                          |                          |                          |                          |                          |

### С 2010 года
Знак ордена — золотой лапчатый крест белой эмали с закругленными концами коронованный золотой королевской короной. Между перекладин креста штралы в виде геральдических огнив. В центре круглый медальон красной эмали с каймой синей эмали. В медальоне коронованный государственный гербовой щит. На кайме внизу надпись: «1804».
Звезда ордена серебряная восьмиконечная, формируемая двугранными заострёнными лучиками, расположенными пирамидально. В центре звезды знак ордена без короны.
Лента ордена ярко-красного цвета, с белыми полосками по краям.
Символом ордена является орденская планка.
| Орденские планки         | Орденские планки         | Орденские планки         |
| ------------------------ | ------------------------ | ------------------------ |
| Кавалер ордена 1 степени | Кавалер ордена 2 степени | Кавалер ордена 3 степени |
|                          |                          |                          |
|                          |                          |                          |